# Drosera esmeraldae
Drosera esmeraldae är en sileshårsväxtart som först beskrevs av Julian Alfred Steyermark, och fick sitt nu gällande namn av Bassett Maguire och John Julius Wurdack. Drosera esmeraldae ingår i släktet sileshår, och familjen sileshårsväxter.
Artens utbredningsområde är:
- Colombia.
- Venezuela.

Inga underarter finns listade i Catalogue of Life.